# Jordi Osei-Tutu
Jordi Martin Emmanuel Osei-Tutu, född 2 oktober 1998, är en engelsk fotbollsspelare som spelar för tyska VfL Bochum.

## Karriär
Sommaren 2015 kom Osei-Tutu till Arsenals ungdomsakademi från Reading. I juni 2019 lånades han ut till tyska 2. Bundesliga-klubben VfL Bochum på ett låneavtal över säsongen 2019/2020. Osei-Tutu debuterade i 2. Bundesliga den 28 juli 2019 som startspelare i en bortamatch mot Jahn Regensburg.
Den 25 augusti 2020 lånades Osei-Tutu ut till Championship-klubben Cardiff City på ett låneavtal över säsongen 2020/2021. Den 10 augusti 2021 lånades han ut till Nottingham Forest på ett säsongslån. Den 6 januari 2022 avbröts lånet efter att han haft problem med skadebekymmer under sin tid i klubben. Den 31 januari 2022 lånades Osei-Tutu istället ut till League One-klubben Rotherham United på ett låneavtal över resten av säsongen.
Den 23 juni 2022 blev Osei-Tutu klar för en återkomst i tyska VfL Bochum, där han skrev på ett treårskontrakt.